# Fear, uncertainty and doubt
FUD is een afkorting die staat voor Fear, Uncertainty, and Doubt. In het Nederlands: 'Angst, Onzekerheid en Twijfel'.

## Definitie
De eerste die deze term gebruikte was Gene Amdahl, nadat hij IBM verlaten had om zijn eigen bedrijf, Amdahl, op te richten: "FUD is de angst, onzekerheid en twijfel die door IBM-verkopers wordt gezaaid in de hoofden van potentiële klanten die overwegen Amdahl-producten aan te schaffen" (geciteerd in voetnoot 1).
Eric S. Raymond merkt hierover op:
"Het idee was natuurlijk om kopers ervan te overtuigen om te kiezen voor de vertrouwde IBM-apparatuur in plaats van die van de concurrentie. Ze dwongen dit meestal af door hemel en aarde te beloven wanneer men het zou houden bij IBM, en dat er donkere wolken hingen boven de toekomst van de producten van de concurrent. Vanaf 1991 raakte de uitdrukking in zwang voor iedere vorm van desinformatie die gebruikt werd tegen de concurrentie."
Tegenstanders van bepaalde grote computerbedrijven zeggen dat het verspreiden van angst, onzekerheid en twijfel een onethische marketingtechniek is die deze bedrijven bewust hanteren.
FUD als marketingtechniek komt niet alleen voor bij computerbedrijven en is zeker niet iets van de laatste decennia, al bestaat het begrip natuurlijk nog wel relatief kort. Ook is het zo dat FUD als begrip vooral bekend is in de IT-sector.
FUD kan ook worden beschouwd als een onethische vorm van propaganda. Zo kreeg in april 2005 minister van justitie Piet Hein Donner veel kritiek over zich heen, toen hij in de aanloop naar het Nederlands referendum over het Verdrag tot vaststelling van een Grondwet voor Europa stelde dat wanneer er een meerderheid tegen zou stemmen, de Europese vrede in gevaar zou zijn. De critici vonden dat Donner angst zaaide met deze opmerking en beschuldigden hem van het verspreiden van FUD.

## Recente ontwikkelingen
Hoewel FUD oorspronkelijk geassocieerd werd met IBM, werd het na 1990 meer en meer toegedicht aan Microsoft. De Halloweendocumenten (in 1998 uitgelekte interne documenten van Microsoft waarvan de authenticiteit is bevestigd door het bedrijf zelf) hanteren de term als een mogelijke tactiek, zoals in de zin "Opensourcesoftware is fundamenteel geloofwaardig ... [daarom] kunnen FUD-tactieken niet gebruikt worden om het te bestrijden." Microsoft maakte onder andere opmerkingen over het "virale karakter" van de GNU General Public License (GPL) - volgens de voorstanders van deze licentie was dat FUD.
Een ander voorbeeld van FUD was de houding van de SCO Group t.o.v. Linux. SCO beweerde dat delen van Linux aan hen toebehoren en dreigde daarom met rechtszaken tegen bedrijven die Linux bleven gebruiken. IBM beweerde in zijn tegenclaim dat SCO's rechtsgang bedoeld is om FUD te verspreiden.
Door twijfelachtige informatie over de nadelen van minder bekende producten te verspreiden, kan een marktleider klanten ervan afbrengen om voor deze producten te kiezen, ook al zijn ze wellicht technisch beter. Dit is een bekend verschijnsel, wat tot uitdrukking komt in de veelgehoorde stelling: "Er is nog nooit iemand ontslagen omdat hij IBM-apparatuur kocht".
Het resultaat is dat de IT-afdelingen van veel bedrijven software kopen waarvan ze weten dat deze kwalitatief minder zijn, maar het hogere management meer bekend is met het betreffende merk.
Merk op dat de term FUD ook misbruikt kan worden, namelijk om iedere vorm van kritiek als afwijkend af te schilderen. Bijvoorbeeld wanneer een benchmark laat zien dat het ene besturingssysteem sneller zou zijn dan een andere, kan als FUD terzijde worden geschoven, onafhankelijk van diens technische merites.